# تاماس بيك
تاماس بيك (بالمجرية: Beck Tamás)‏ هو مدير وسياسي مجري، ولد في 26 فبراير 1929 في بودابست في المجر، وتوفي بنفس المكان في 20 أغسطس 2014. حزبياً، نشط في حزب العمال الاشتراكي المجري.